# Mesembrius strenuus
Mesembrius strenuus är en tvåvingeart som först beskrevs av Walker 1857.  Mesembrius strenuus ingår i släktet Mesembrius och familjen blomflugor. Inga underarter finns listade i Catalogue of Life.